# کیوکو ایشیدا
کیوکو ایشیدا (انگلیسی: Kyoko Ishida؛ زادهٔ ۱۲ ژوئیهٔ ۱۹۶۰) بازیکن والیبال اهل ژاپن است.